# Ventotene (by)
Ventotene er en italiensk by (og kommune) i regionen Lazio i Italien, med omkring 704(2023) indbyggere.